# 2014年欧州議会議員選挙 (フランス)
2014年欧州議会議員選挙は、欧州議会を構成する欧州議会議員を全面改選するためにEU加盟各国で行われた選挙である。EU加盟国であるフランス共和国では2014年5月25日に投票が行われた。本項ではフランスにおける欧州議会議員選挙の結果について取り上げる。

## 概要
フランスに割り当てられた74議席を46の政党や政治団体が争った。

## 選挙制度
- 改選議席：74議席
- 選挙権年齢：18歳以上のEU市民
- 被選挙権：23歳以上のEU市民
- 登録有権者数：46,555,253名
- 選挙区：ブロック単位（全国を「ユーロ圏（euroregion）」と呼ばれる8ブロックに分割）
- 選挙制度：比例代表制（拘束名簿式）
- 議席阻止条項：有効得票の5％以上

## 選挙結果
- 投票日：2014年5月25日
- 投票率：42.43％（登録有権者数46,544,712名/投票者数19,747,893名）
- 有効投票数：18,955,761票（全投票総数中95.99％）

| 党派名                               | 得票数    | %     | 当選 |
| ------------------------------------ | --------- | ----- | ---- |
| 国民戦線(FN)                         | 4,711,339 | 24.86 | 24   |
| 国民運動連合(UMP)                    | 3,942,766 | 20.81 | 20   |
| 社会党-左翼急進党(PS-PRG)            | 2,649,202 | 13.98 | 13   |
| 独立民主連合-民主運動(UDI-MoDem)     | 1,883,051 | 9.94  | 7    |
| ユーロップ・エコロジー・緑の党(EELV) | 1,695,914 | 8.95  | 6    |
| 左翼戦線(FDG)                        | 1,200,713 | 6.33  | 3    |
| 海外領土のための連合(UOM)            | 52,033    | 0.27  | 1    |
| 人民共和連合(UPR）                   | 77,136    | 0.41  | 0    |
| 1. 2.                                |           |       |      |

出典：“France Entière Sièges à pourvoir : 74 Résultats définitifs*”.   フランス内務省 (2014年5月28日). 2014年5月31日閲覧。“Élections européennes 2014”.   France-Politique. 2014年6月3日閲覧。
注：本項では議席を得た政党と獲得得票率が1％以上の政党のみを掲載した。